# レズビアン・フラッグ
様々な種類のレズビアン・フラッグが、レズビアン・コミュニティをシンボル化するために使用されている。1999年以降、多くのデザインが提案され、利用されてきた。個人の好みはあるものの、レズビアンの旗としてコミュニティ全体に広く受け入れられている唯一のデザインがあるわけではない。

## 歴史

### ラブリュス・フラッグ
ラブリュス・レズビアン・フラッグは、1999年にグラフィック・デザイナーのSean Campbellにより作られ、『Gay and Lesbian Times』Pride issueのPalm Springsエディションで2000年6月に発表された。 このデザインには、バイオレットの背景に置かれた上下逆のブラック・トライアングルの上に、双頭の斧の一種であるラブリュスが重ねられている。ラブリュスは、その機能の他に、神話のアマゾーンが使用する武器として関連付けられていた。1970年代には、このシンボルは、レズビアン・フェミニストのコミュニティにより、エンパワーメントのシンボルとして採用されていた。ナチスの女性の理想に従わない女性たちは、ナチス・ドイツによって非社会的とみなされ、その中には同性愛者の女性も含まれた。ナチスはそうした女性たちを強制収容所に送り、彼女たちを識別するために上下逆のブラック・トライアングルのバッジを付けさせていた。ゲイの男性がピンク・トライアングルから解放されたように、一部のレズビアンはこのシンボルから解放された（ただし、レズビアンはドイツ刑法の第175条に含まれていなかったにもかかわらず、多くのレズビアンもピンクの三角形から解放された）。バイオレットという色は、サッポーの詩を通じてレズビアンと関連付けられるようになった。

### リップスティック・フラッグ
リップスティック・レズビアン・フラッグは、2010年にブログ「This Lesbian Life」で発表された。デザインは、赤とピンクの6つのカラーと中央の白のバーで構成される7つのストライプに、左の角に赤いキスマークが重ね合わせられている。リップスティック・レズビアン・フラッグは「より女性的なジェンダー表現を持つ同性愛者の女性」を表しているが、このフラッグは広く採用されなかった。一部のレズビアンは、リップスティック・フラッグはブッチ・レズビアンを表していないと主張している。また、旗のデザイナーがブログで物議を醸したコメントをしたことを理由にその使用に反対する人もいる。

### ピンク・フラッグ
「ピンク」レズビアン・フラッグは、リップスティック・レズビアン・フラッグから派生したもので、キスマークを除いたものである。ピンク・フラッグは一般的なレズビアン・フラッグとして多くの利用者を集めた。

### オレンジ・ピンク・フラッグ
7つの帯のピンクフラッグをモデルにした「オレンジ・ピンク」レズビアン・フラッグは、2018年にブロガーのEmily GwenによってTumblrで発表された。旗の色には、ダークオレンジ（「ジェンダー・ノンコンフォーミティ」）、オレンジ（「独立」）、ライトオレンジ（「コミュニティ」）、ホワイト（「女性性へのユニークな関係」）、ピンク（「静寂と平和」）、ダスティーピンク（「愛とセックス」）、ダークローズ（「女性らしさ」）が含まれる。
2018年のカラーから、すぐに5ストライプのバージョンが派生した。

## ギャラリー

1999年に作られたラブリュス・フラッグ[1]
2010年に作られたリップスティック・レズビアン・フラッグのイラスト[10]
リップスティック・レズビアン・フラッグからコピーした色を持つピンク・レズビアン・フラッグ[15]
2018年のピンク・フラッグから派生したオレンジ・ピンク・レズビアンフラッグ[17]
オレンジ・ピンク・フラッグの5本ストライプのバリエーション[18]
二重金星のシンボルが付いたゲイ・プライド・フラグのレズビアン・プライド・バリアント[19][5]

### イベント中のフラッグ

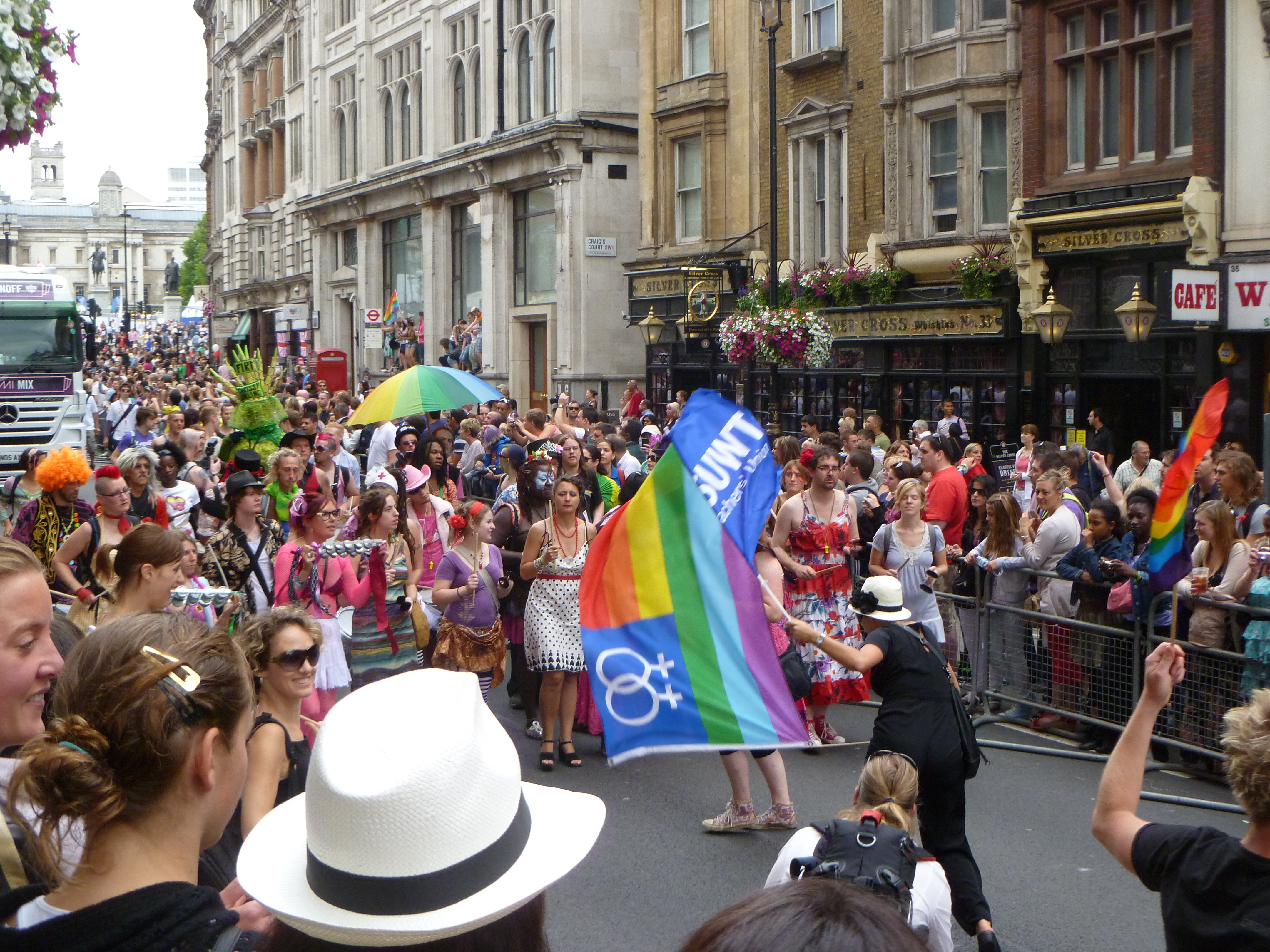
二重金星のレインボー・フラッグ、ロンドン・プライド（英語版）パレード、イングランド、2011年
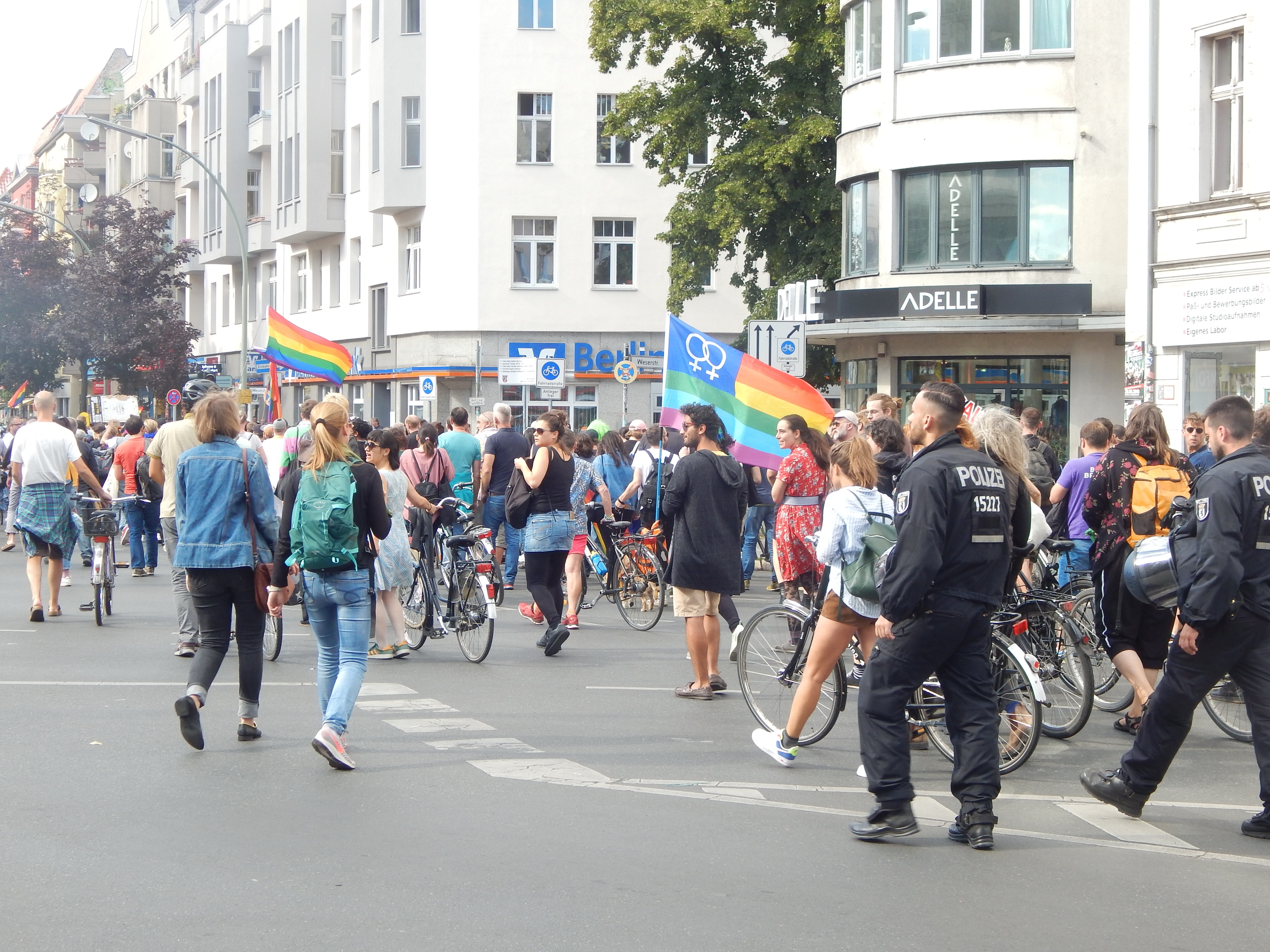
二重金星のレインボー・フラッグ、イスタンブール・プライドの連帯デモ、ベルリン、ドイツ、2018年
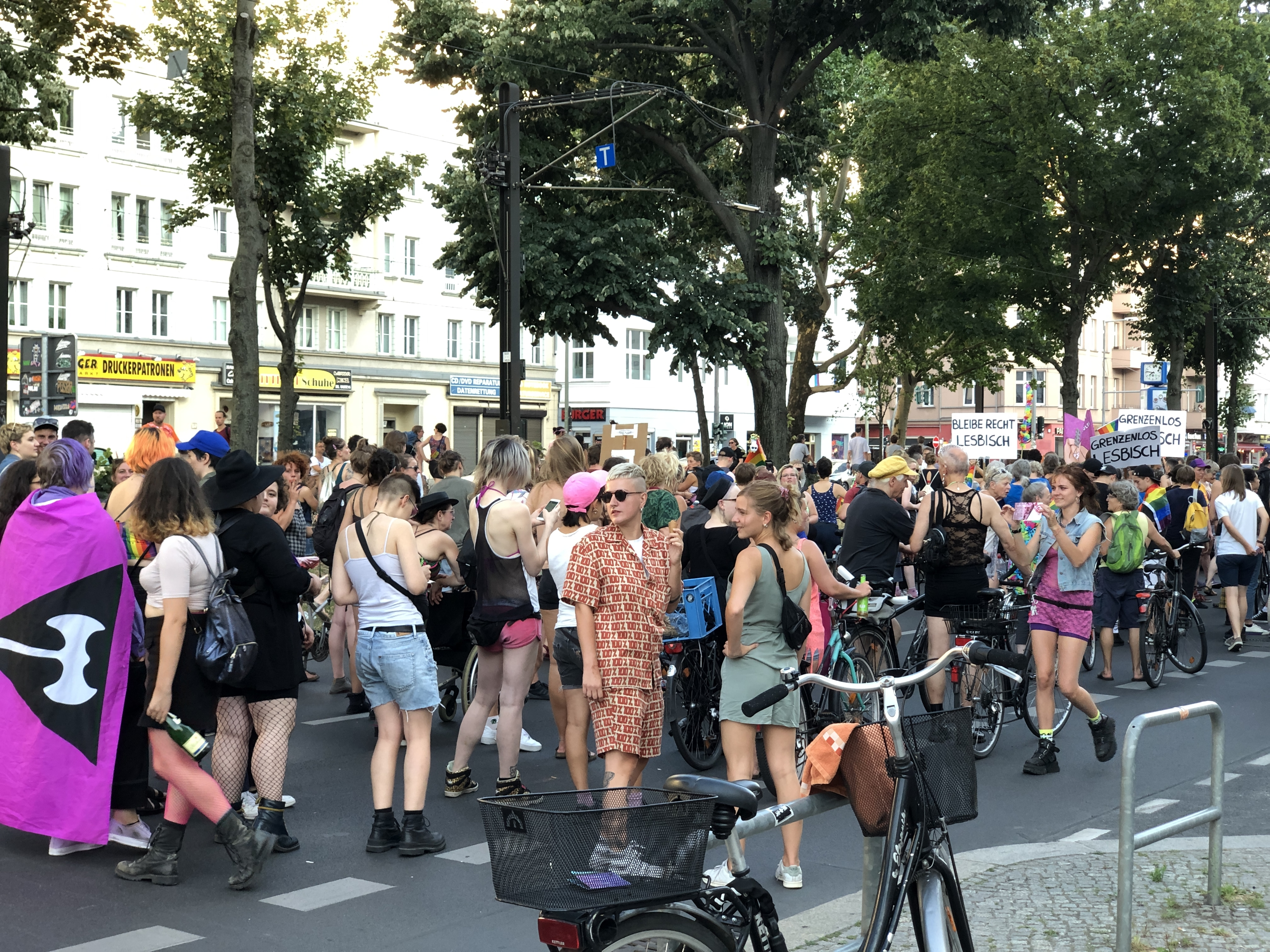
ラブリュス・フラッグ、ベルリンDyke march（英語版）ドイツ、2019年
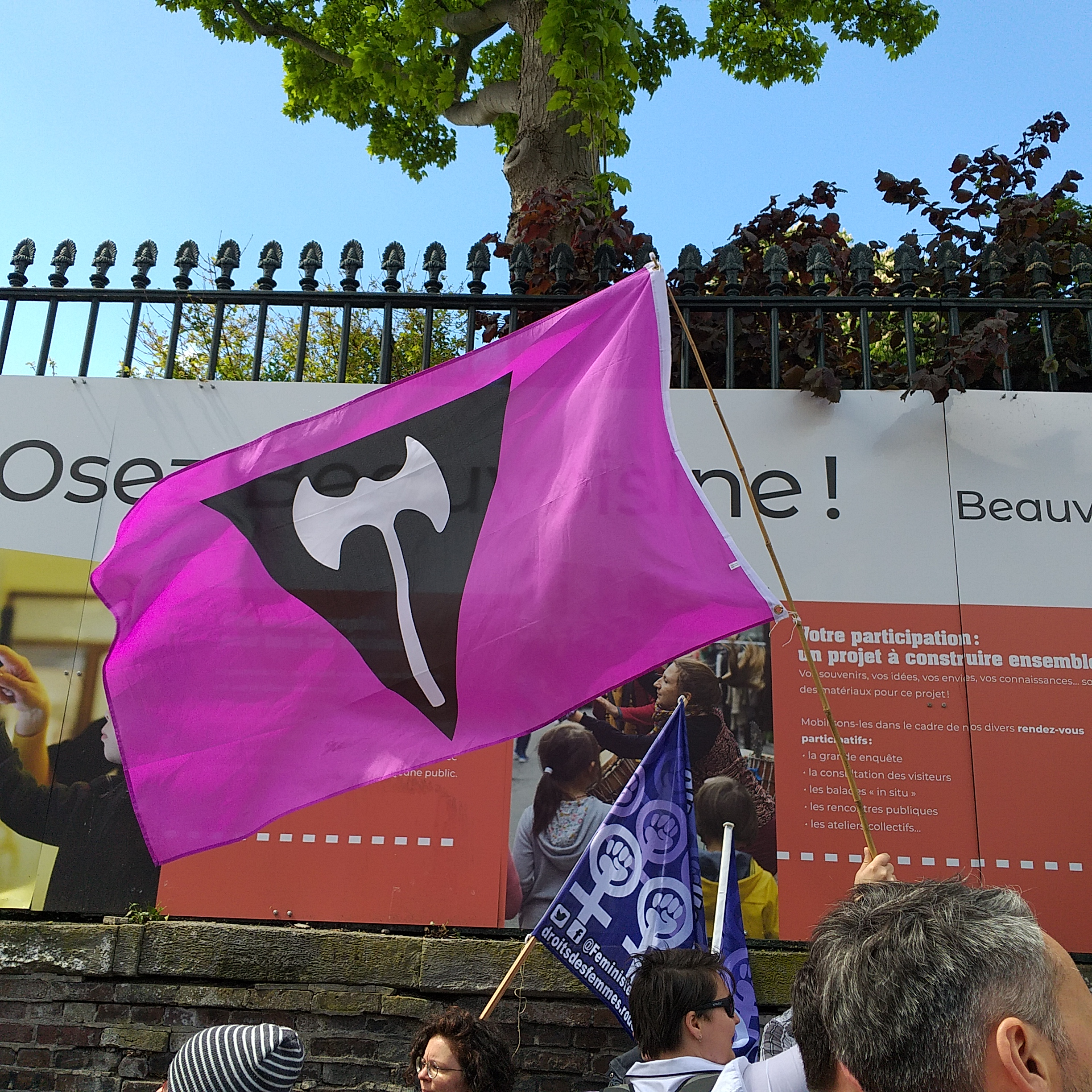
ラブリュス・フラッグ、プライドマーチ, ルーアン、フランス、2019年
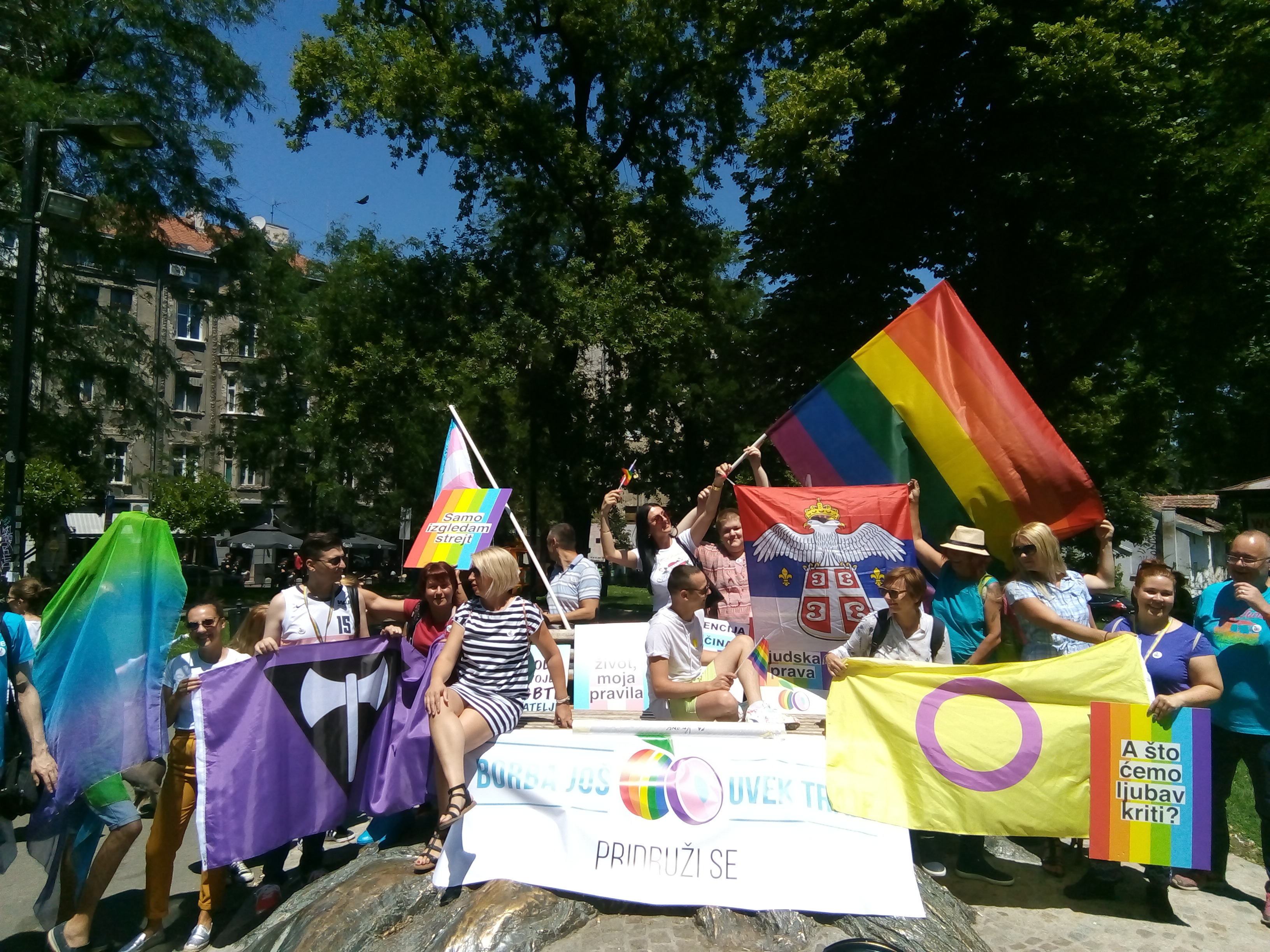
ラブリュス・フラッグ、プライド・セルビア（英語版）、ベルグラード、セルビア、2019年
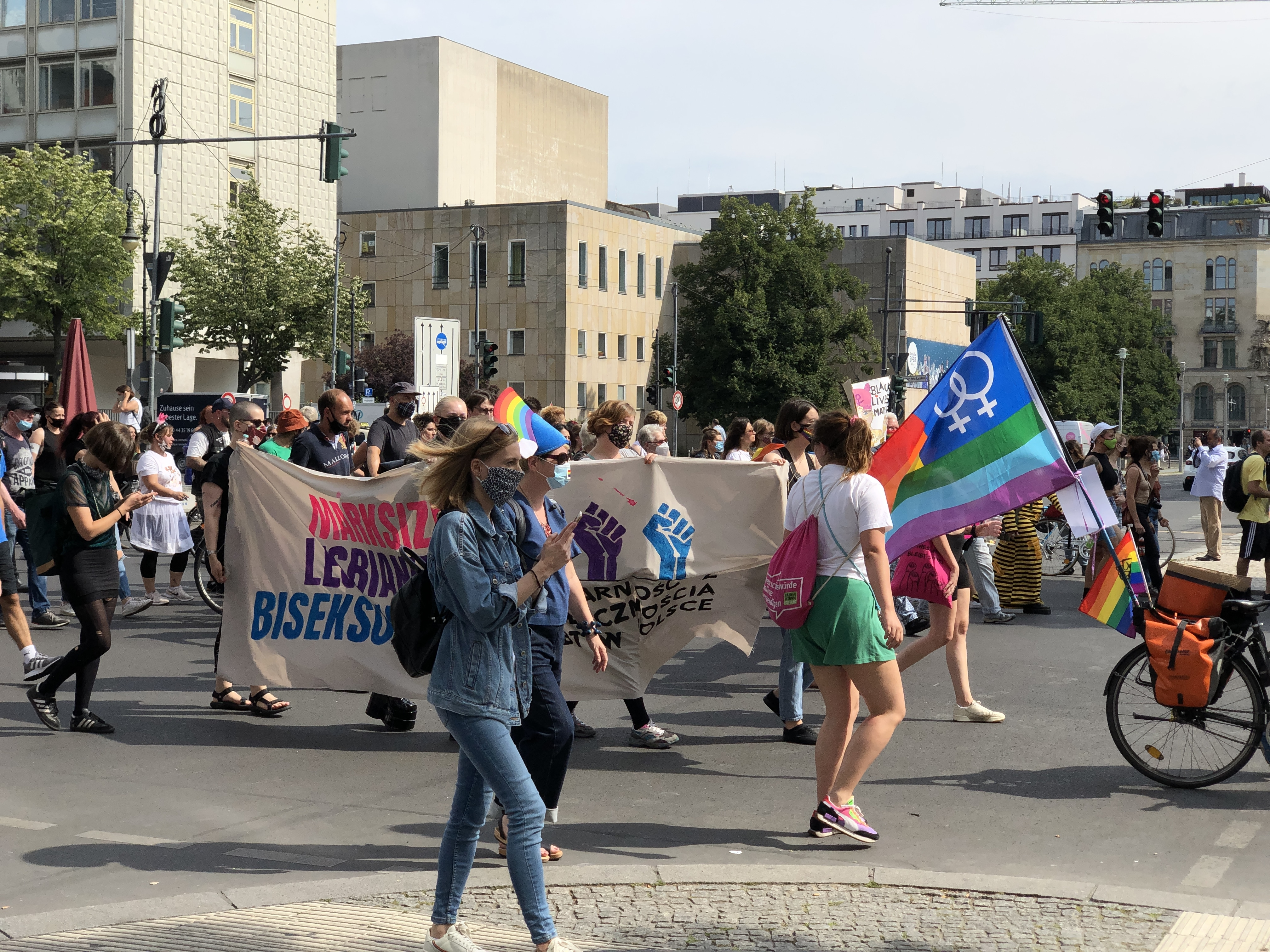
二重金星のレインボー・フラッグ、ベルリンDyke March、ドイツ、2020年